# Caramella
| Професионални рејтинг | Професионални рејтинг |
| Резултати             | Резултати             |
| Извор                 | Рејтинг               |
| --------------------- | --------------------- |
| AllMusic              | [ 2 ]                 |

Caramella је студијски албум италијанске певачице Мине, објављен 2010. године за издавачке куће PDU.

## Списак пјесама
1. You Get Me — 4:53
2. Io e Te — 4:57
3. Il Povero e Il Re — 4:35
4. Poche Parole — 4:08
5. Amore Disperato — 4:28
6. Così Così — 5:19
7. Solo se Sai Rispondere — 4:00
8. Come se Io Fossi Lì — 3:47
9. La Clessidra — 4:24
10. Accendi Questa Luce — 4:34
11. Amoreunicoamore — 4:03
12. Ma Comme Faje — 4:18
13. Inutile Sperare — 4:31
14. Mi Piacerebbe Andare al Mare — 4:30

## Позиције на листама

### Недељне листе
| Листа (2010)   | Највиша позиција |
| -------------- | ---------------- |
| Грчка (IFPI)   | 6                |
| Италија (FIMI) | 3                |

### Годишње листе
| Листа (2010)   | Позиција |
| -------------- | -------- |
| Италија (FIMI) | 57       |

## Сертификације и продаја
| Држава         | Сертификација | Продаја |
| -------------- | ------------- | ------- |
| Италија (FIMI) | Златан        | 30.000  |